# Joachim (Achim) von Maltzahn

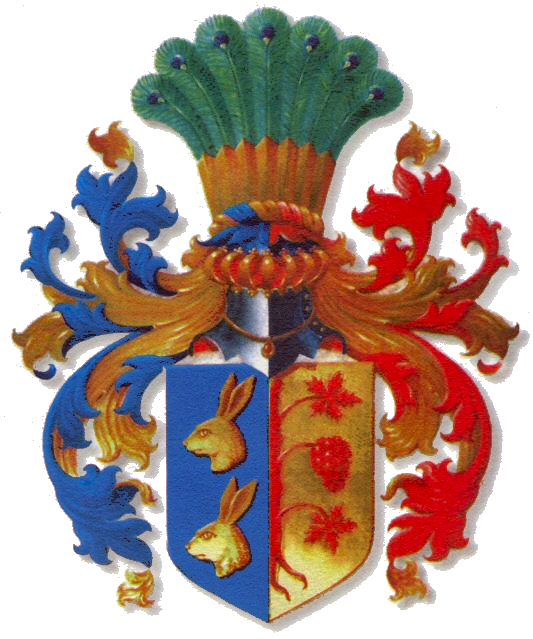
Stammwappen derer von Maltzahn

Joachim (Achim) von Maltzahn (* um 1427; † 15. Februar 1473) war ein pommerscher Rittergutsbesitzer und Erblandmarschall.

## Herkunft
Joachim von Maltzahn entstammt der pommerschen Adelsfamilie von Maltzahn. Seine Eltern waren Heinrich von Maltzahn († 1431), Herr auf Osten und Wolde, und dessen Ehefrau Catharina von Nortmann († 1429), Tochter des Joachim von Nortmann († 1389), Herr auf Rossewitz und Zapkendorf, und der Ghese von Behr.
Joachim von Maltzahn stand als pommerscher Erblandmarschall der Ritter- und Landschaft vor und war damit deren ranghöchster Interessenvertreter. Das Landmarschallamt wurde bis zum Ende der Monarchie (1918) von Mitgliedern der Familie Maltzahn bekleidet und innerhalb der Familie weitervererbt (siehe etwa Axel Albrecht von Maltzahn oder Viktor von Maltzahn).
Ein Enkel war der kaiserliche Feldmarschall Joachim von Maltzan.

## Familie
Joachim von Maltzahn heiratete um 1450 in erster Ehe Margarethe von Voss a.d.H. Lindenberg (* um 1430), Tochter des Klaus von Voss. Aus dieser Ehe stammen folgende Kinder:
1. Ludolf von Maltzahn († 1529), Herr auf Penzlin, ⚭ I Elisabeth von Buggenhagen, ⚭ II Anna von Alvensleben
2. Bernd von Maltzan (* vor 1474; † 1525), Raubritter (der Böse Bernd) und herzoglicher Geheimer Rat, ⚭ Gödel (Gundeline) von Alvensleben († 1529)
3. Sophie von Maltzahn (* 1450; † um 1530), ⚭ Ewald von der Osten (* 1445 † 1533), pommerscher Ritter und Landrat

In zweiter Ehe heiratete er um 1461 Agnes Gans Edle Herrin zu Putlitz. Aus dieser Ehe stammt ein Sohn (Agnes Gans ehelichte zuletzt Claus von Moltke):
1. Otto von Maltzahn (1473–1502), blieb unverheiratet